# NGC 7322
NGC 7322 (ook: NGC 7334) is een spiraalvormig sterrenstelsel in het sterrenbeeld Kraanvogel. Het hemelobject werd op 30 augustus 1834 ontdekt door de Britse astronoom John Herschel.

## Synoniemen
- ESO 405-33
- MCG -6-49-10
- PGC 69365